# Sant Martin le Vièlh
Sant Martin le Vièlh (en francès Saint-Martin-le-Vieil) és un municipi del departament de l'Aude a la regió francesa d'Occitània.

## Patrimoni cultural
- Abadia de Santa Maria de Villalonga de Carcassès: monestir cistercenc d'estils romànic i gòtic meridional, construït des del segle xi fins al XIV, catalogat com a monument històric.